# Ємвинське міське поселення
Є́мвинське міське поселення (рос. Емвинское городское поселение) — муніципальне утворення у складі Княжпогостського району Республіки Комі, Росія. Адміністративний центр — місто Ємва.

## Історія
14 липня 1939 року селище Желєзнодоржний стало центром новоутвореного Желєзнодорожного (Княжпогостського) району.
17 березня 1941 року селище Желєзнодорожний отримало статус селища міського типу, Желєзнодорожна сільська рада перетворена у Желєзнодорожну селищну раду.
16 січня 1965 року селище Килтово Серьоговської сільської ради передано до складу Желєзнодорожної селищної ради.
26 травня 1965 року присілок Вейпом приєднано до села Княжпогост, присілок Седмир'я — до присілка Раковиця Княжпогостської сільської ради; селища Килтово-1 та Килтово-2 утворили селище Килтово Желєзнодорожної селищної ради.
30 липня 1965 року ліквідовано селище Мікунський ДОК Желєзнодорожної селищної ради.
2 серпня 1985 року селище міського типу Желєзнодорожний отримало статус міста і назву Ємва, Желєзнодорожна селищна рада перетворена у Ємвинську міську раду.
2012 року до складу сільського поселення була включена територія ліквідованого Княжпогостського сільського поселення (село Княжпогост, присілки Злоба, Керес, Киркещ, Половніки, Раковиця, Удор).

## Населення
Населення — 13017 осіб (2017, 14793 у 2010, 17166 у 2002, 19713 у 1989).

## Склад
До складу поселення входять такі населені пункти:
| Населений пункт     | Населення, осіб (1989) | Населення, осіб (2002) | Населення, осіб (2010) |
| ------------------- | ---------------------- | ---------------------- | ---------------------- |
| Ємва, місто         | 18782                  | 16739                  | 14570                  |
| Злоба, присілок     | 3                      | 6                      | 6                      |
| Керес, присілок     | 2                      | 3                      | -                      |
| Килтово, селище     | 203                    | 81                     | 42                     |
| Киркещ, присілок    | 31                     | 14                     | 10                     |
| Княжпогост, село    | 271                    | 195                    | 114                    |
| Половніки, присілок | 12                     | 10                     | 2                      |
| Раковиця, присілок  | 32                     | 23                     | 11                     |
| Удор, присілок      | 49                     | 29                     | 24                     |
| Чуб, селище         | 328                    | 66                     | 14                     |